# Leon Tolksdorf
Leon Alexander Tolksdorf (Berlino, 27 novembre 1993) è un ex cestista tedesco.

## Palmarès

### NCAA
- Titoli NCAA: 1

Connecticut Huskies: 2014